# Сиг-марена
Сиг-марена (Coregonus maraena) — вид сигів, родина лососеві (Salmonidae).
Поширений у Європі в малих озерах басейну Балтики в Польщі, Швеції та Росії, також у самому Балтійському морі, включно із Ботнічною затокою, але відсутній на Готланді. у басейні Північного моря зустрічається у Емсі, Везері та Лабі, а також у малих річках Шлезвіг-Гольштайну і Данії.
Був вселений до багатьох водойм Польщі, Німеччини, Скандинавії, також на захід від Рейну. Проводилося також вселення його й до водойм України, але наявність його в українських водах під сумнівом.
Важлива прісноводна бентопелагічна промислова риба, до 130 см довжиною. Об'єкт аквакультури.